# Canal de Södertälje
O canal de Södertälje (em sueco Södertälje kanal) tem 5,2 km de comprimento e atravessa a cidade de Södertälje - localizada a 30 km a sudoeste de Estocolmo, ligando o lago Mälaren com o Mar Báltico.

A diferença do nível da água entre o lago e o mar é de 60 cm.
O canal possui apenas uma eclusa, com 135 m de comprimento, que é a maior da Escandinávia.
Por aí passam anualmente mais de 4 000 navios de carga e 10 000 barcos de recreio.
Muitos desses cargueiros têm como destino as cidades de Västerås e Köping, no lago Mälaren.

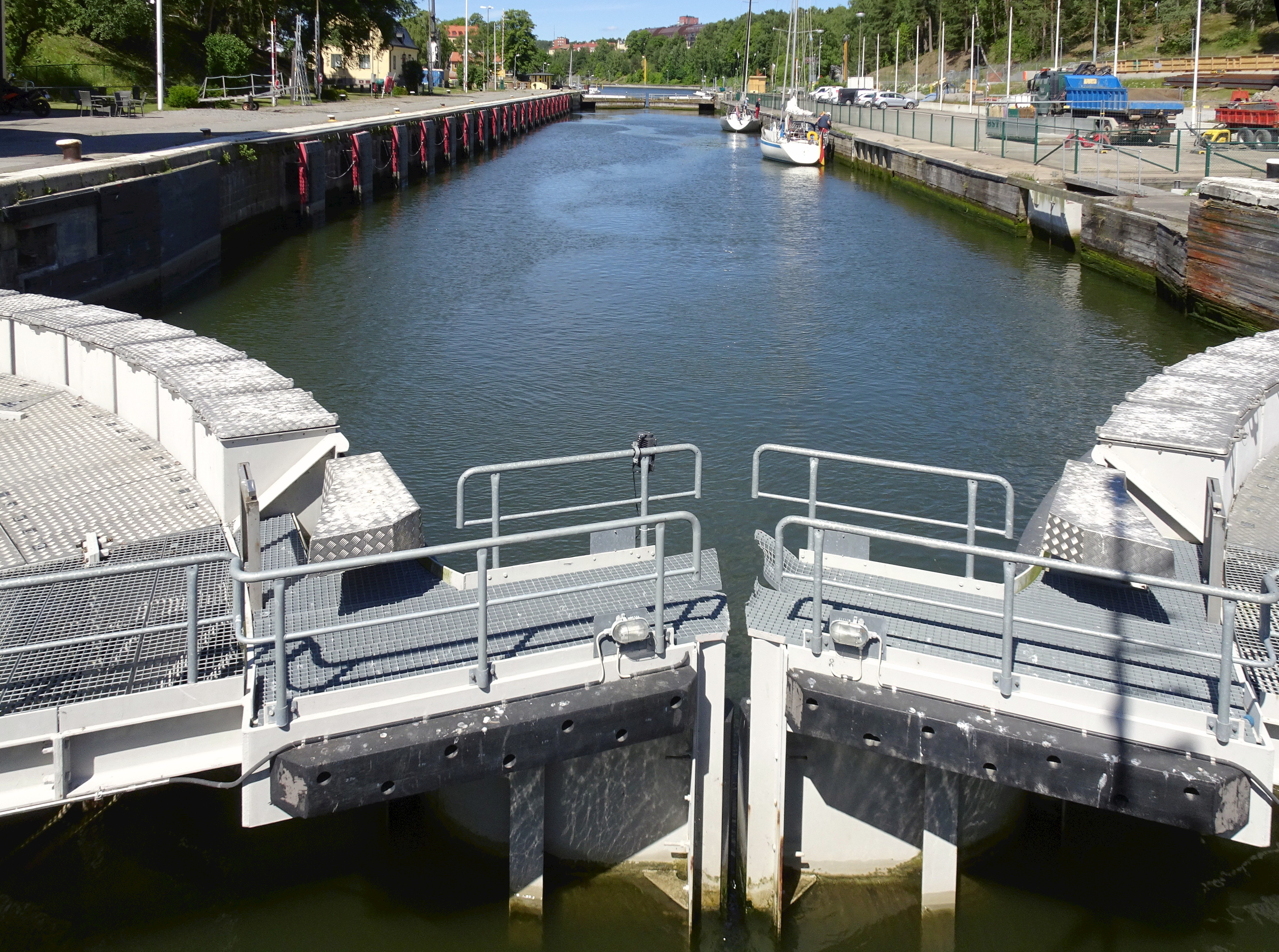
A eclusa de Södertälje
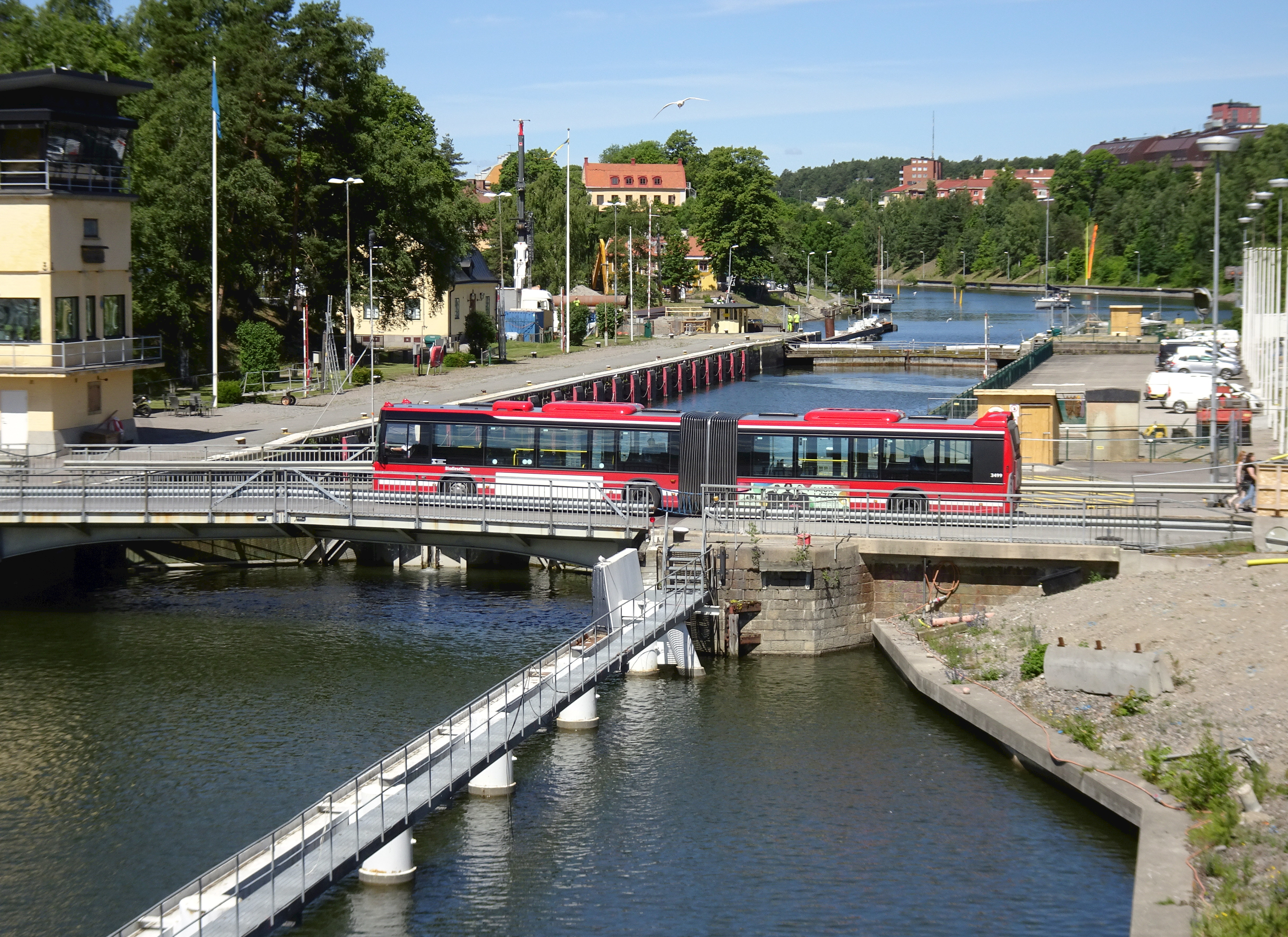
A nova eclusa, construída em 1924